# 1279
1279 (MCCLXXIX) je bilo navadno leto, ki se je po julijanskem koledarju začelo na nedeljo.

## Dogodki

### Mongolski imperij
- 19. marec - Bitka pri Yamenu: zadnja bitka med napredujočimi Mongoli in ostanki kitajske dinastije Južni Song. Mongolska flota pod vodstvom admirala Zhanga Shijieja prestreže desetkrat večjo, toda neizkušeno improvizirano floto Songa. Po izkrcanju Mongolov, taktiki zasede in boju mož na moža nimajo Kitajci proti Mongolom nobenih možnosti.
  - Ko kitajski dvor uvidi neizbežen poraz, kancler Lu Xiufu pograbi mladoletnega cesarja Binga in po skoku v morje oba utoneta. Večina dvorjanov sledi njunemu zgledu. Mongoli imajo pod oblastjo celotno Kitajsko.

- Ivajlov kmečki upor 1277-80, Bolgarija: vladar Zlate horde Nogaj Kan pošlje nad bolgarske kmečke upornike, ki jih vodi samooklicani car Ivajlo, elitno mongolsko vojsko (za razliko od prejšnjih vpadov). Govorice o Ivajlovi smrti sprožijo paniko v prestolnici Tarnovo, zato meščani za novega carja sprejmejo bizantinskega kandidata Ivana Asena III.. Še živemu Ivajlu, ki je prezaposlen z Mongoli, ne uspe zavzeti prestolnice in izriniti vsiljivca.↓
- 17. julij → Bitka pri Devini: Ivajlo z majhno vojsko premaga večjo bizantinsko, ki je hitela na pomoč Ivanu Asenu III. 1280 ↔
- Japonska: vladajoči regent Hodžo Tokimune pobije še eno mongolsko odposlanstvo, ki se je (zmotno) nadejalo, da se bodo Japonci podredili Velikemu kanu. Ob tej novici se Kublajkan odloči za drugo invazijo na Japonsko in nemudoma ukaže zgraditi floto bojnih in transportnih ladij. 1281 ↔

### Ostalo
- 16. februar - Umrlega portugalskega kralja Alfonza III. nasledi dosti manj bojeviti sin Denis. 1312 ↔
- 5. marec - Bitka pri Aizkraukleju: slabše oboroženi Litvanci pod vodstvom Traidenisa porazijo Livonski red vitezov Križnikov, ki so napačno ocenili situacijo o nevarnosti.
- 20. julij - Obleganje Algecirasa, Andaluzija: majhna maročanska marinidska flota, ki jo vodi prestolonaslednik Abu Jakub Jusuf an-Nasr, s hitro akcijo uniči celotno nezaščiteno floto kastiljskih oblegovalcev. Mavrski obleganci potem izpadejo iz mesta in preženejo kastiljske oblegovalce. Poleg flote tako Kastiljci izgubijo še vse oblegovalne stroje. Kastiljski kralj Alfonz X. je prisiljen skleniti z Marinidi mir.
- 28. avgust - Wankumerški deželni mir: brabantski vojvoda, kölnski nadškof, grofa Kleveja in Gelderna se sporazumejo o skupnem boju proti viteškemu razbojništvu in ponarejanju denarja.
- 12. oktober - Japonski budistični menih Ničiren, ustanovitelj istoimenske ločine, s pismenkami vreže mandalo Dai-Gohonzon.
- 7. december - Umrlega poljskega nadvojvodo Boleslava V. nasledi nečak v drugem kolenu Lešek II.
- Vojvodina Limburg: po smrti limburškega vojvode Valerana IV. majhno vojvodino nasledi grof Gueldersa Reginald I. in sicer iure uxoris, po pravici soproge, ki je Valeranova hčerka. Nasledstvu oporeka nečak umrlega grof Berga Adolf VIII., ki je najbližji moški sorodnik umrlega. 1283 ↔
- Sklenjen je konkordat med nemškim kraljem Rudolfom Habsburškim in papežem Nikolajem III.
  - Papež Nikolaj III. se to leto ukvarja predvsem s sporom znotraj frančiškanov, ki se razdelijo na strožjo uboštveno linijo (spirituali) in zmernejšo (observanti).
- Meščani Erfurta izženejo iz mesta uradnike mainškega nadškofa, ki potem postavi mesto pod interdikt.
- Anglija: kralj Edvard I. izda Mortmainški statut, s katerim prepreči doniranje posesti Cerkvi, kar je bil en od takratnih načinov izogibanja davkom.
  - Edvard I. prestavi še Kraljevo kovnico (Royal Mint) v londonski Tower, v katerem opravlja svoj kraljevi monopol naslednjih 500 let.
- Egipt: mameluški sultan Al-Said Baraka pošlje najsposobnejša generala Kalavuna in Bajsarija, da oplenita Kilikijsko Armenijo. Načrt je bil, da ju ob vrnitvi aretira, a sta oba generala o sultanovi nameri še pravočasno obveščena. Sultan je zato prisiljen abdicirati in Kalavun instalira za novega sultana najmlajšega Bajbarsovega sina, mladoletnega Solamiša, sam pa se okliče za regenta. Že nekaj mesecev kasneje ga Kalavun odstavi in se sam okliče za sultana.
- Indija: tamilska kraljevina Pandja uniči zadnje ostanke dinastije Čola (300 pr. n. št.–1279)
- Tajska: začetek vladavine Ram Khamhaenga, ki ima veliko težo v modernem nacionalističnem mitu Tajcev. Vprašanje je, koliko je o njem zgodovinsko zanesljivega.
- Sicilski judovski prevajalec Faradž ben Salim prevede iz arabščine v latinščino Razijeve medicinske spise.

## Rojstva
- Ahmad an-Nuvari, egiptovski zgodovinar, enciklopedist († 1333)
- Giovanni Gradenigo, 56. beneški dož († 1356)
- Hodžo Hirotoki, japonski regent († 1315)
- Ismail I., emir Kordove († 1325)
- Ivan I., mestni grof Nürenberga († 1300)
- Jožef Kaspi, provansalski judovski učenjak († 1340)
- Margareta Francoska, angleška kraljica, soproga Edvarda I. († 1318)
- Muktabai, hindujski vaišnavistični svetnik († 1297)
- Ludvik I. Bourbonski, grof Clermont-en-Beauvaisis, grof La Marche, vojvoda Bourbona († 1342)
- Šihabuddin an-Nuvajri, egiptovski zgodovinar († 1333)

## Smrti
- 16. februar - Alfonz III., portugalski kralj (* 1210)
- 19. marec - cesar Bing, zadnji cesar dinastije Song (* 1271)
- 14. april - Boleslav Pobožni, vojvoda Velikopoljske (* 1224)
- 22. julij - Filip Spanheimski, salzburški nadškof, oglejski patriarh, nominalni koroški vojvoda
- 11. september - Robert Kilwardby, angleški kardinal, canterburyjski nadškof, filozof, teolog (* 1215)
- 18. september - Ulrik II., grof Württemberga (* 1254)
- 7. december - Boleslav V. Sramežljivi, poljski nadvojvoda (* 1226)

Neznan datum
- Ban Mueang, tajski kralj
- Kejkavus II., sultan Sultanata Rum (* neznano)
- Li Či, kitajski matematik (* 1192)
- Valeran IV., vojvoda Limburga